# 东门街道 (道县)
东门乡，是中华人民共和国湖南省永州市道县下辖的一个乡镇级行政单位。

## 行政区划
东门乡下辖以下地区：
下塘村、白泥塘村、北门村、上塘村、东洲山村、甫口村、乌家山村、高车村、下关村、香元树村、东门村、冯家村和崔家村。